# Жетікольський сільський округ
Жетіко́льський сільський округ (каз. Жетікөл ауылдық округі, рос. Жетикольский сельский округ) — адміністративна одиниця у складі Сирдар'їнського району Кизилординської області Казахстану. Адміністративний центр та єдиний населений пункт — село Жетіколь.
Населення — 644 особи (2021; 794 у 2009, 969 у 1999, 994 у 1989).
Станом на 1989 рік існувала Айдарлинська сільська рада (села Айдарли, Жетиколь). Пізніше село Жетіколь утворило окремий Жетікольський сільський округ.